# Gavia immer
La strolaga maggiore (Gavia immer Brunnich, 1764) è un uccello acquatico appartenente alla famiglia Gaviidae.
La strolaga maggiore è ritenuta specie di minore preoccupazione nella Lista Rossa IUCN delle specie minacciate di estinzione. È una delle specie alle quali si applica l'accordo sulla conservazione degli uccelli acquatici migratori eurasiatico-africani. Il servizio forestale degli Stati Uniti ha designato quest'uccello una specie a status speciale a causa delle minacce derivanti dalla perdita dell'habitat e da avvelenamento da metalli tossici nel suo habitat statunitense. La popolazione delle strolaghe è al momento stabile, ma non mancano le minacce all’orizzonte, tra cui figurano l’inquinamento e l’espansione degli insediamenti umani.
È l'uccello simbolo dell'Ontario e appare in valuta canadese, inclusa la moneta da un dollaro "loonie" e una serie precedente di $ 20. Nel 1961, fu designato uccello statale del Minnesota e compare nel Minnesota State Quarter.

## Distribuzione e habitat
La strolaga maggiore è un uccello migratore che si riproduce nei laghi forestali e nei grandi stagni degli Stati Uniti settentrionali, oltre che in alcune aree dell’Islanda e della Groenlandia. Sverna lungo tutta la costa nordamericana, sia sul versante pacifico che su quello atlantico, in Europa e in Islanda. Il suo habitat preferenziale come quello di tutti gli uccelli acquatici, sono laghi, stagni, e corpi d'acqua.

## Descrizione e Comportamento
Le strolaghe maggiori hanno occhi di un rosso non comune, testa e collo neri, con striature, macchie e punti biancastri sul dorso. Si nutrono principalmente di pesci e invertebrati, possono raggiungere i 91 centimetri di lunghezza e pesare fino a 5 chilogrammi. I loro predatori sono svariati e possono colpire da tutte le direzioni: si va da uccelli quali il gabbiano, il corvo e la cornacchia, a pesci come il luccio, fino a mammiferi terrestri quali ad esempio il procione, la donnola e la puzzola.
Le strolaghe nidificano lungo le rive lacustri e covano le loro uova per un periodo di 27-30 giorni. Durante il loro primo giorno di vita, i piccoli lasciano il nido e nell’arco di 11 settimane sono in grado di volare. Le strolaghe sono al centro di numerose leggende dei Nativi Americani e a tutt’oggi gli Inuit ne cacciano legalmente, a fini di sussistenza, fino a 4.500 esemplari l’anno. La popolazione delle strolaghe è al momento stabile, ma non mancano le minacce all’orizzonte, tra cui figurano l’inquinamento e l’espansione degli insediamenti umani.

## Galleria d'immagini

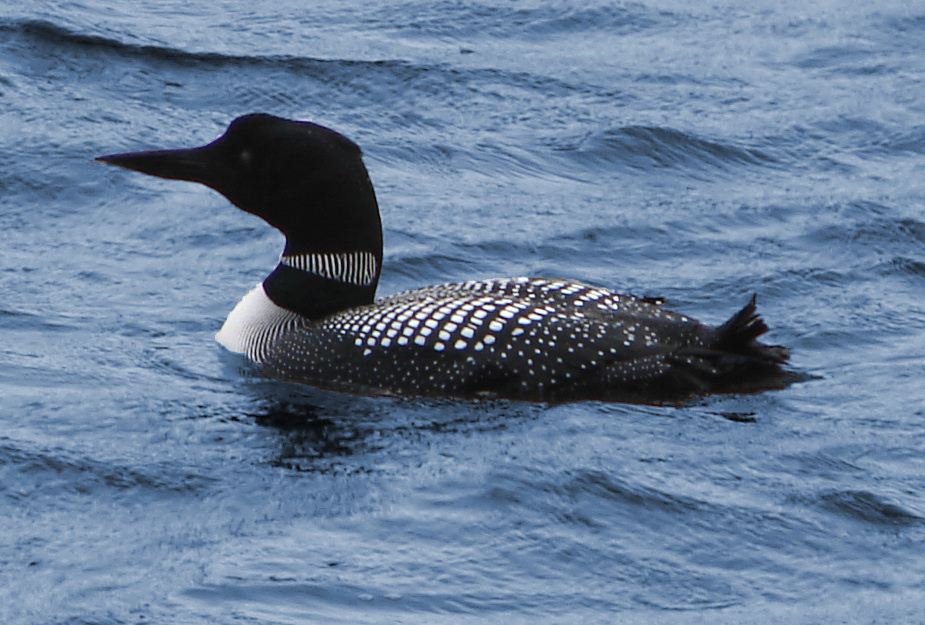
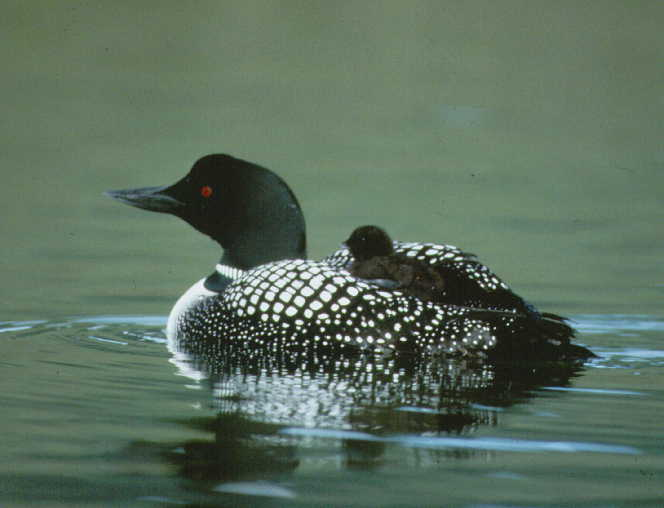
con piccolo sulla schiena
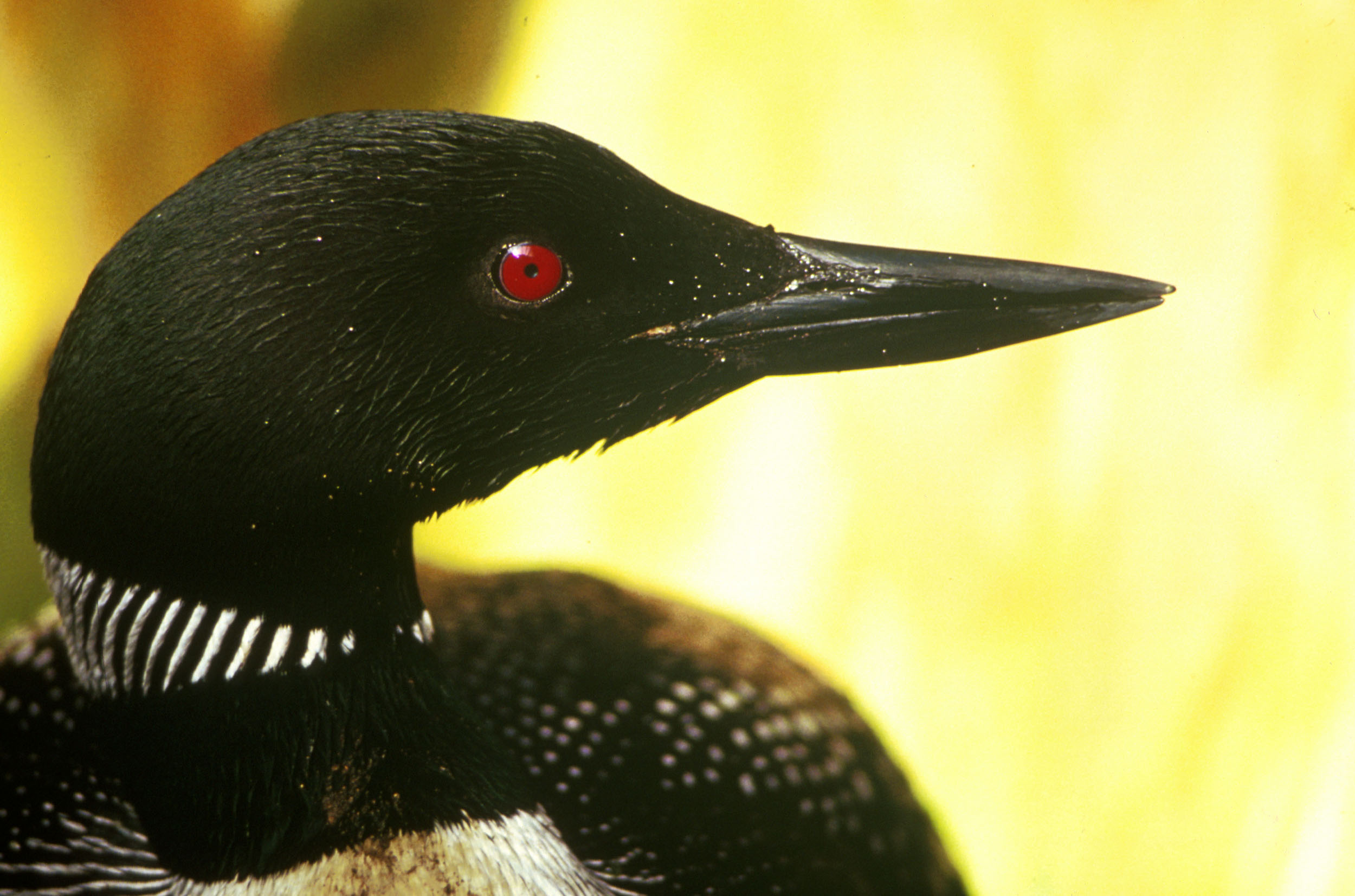
Testa di strolaga maggiore
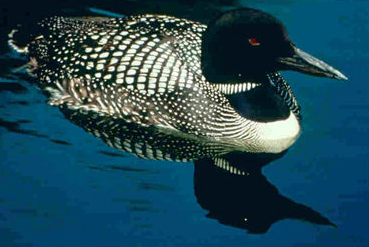
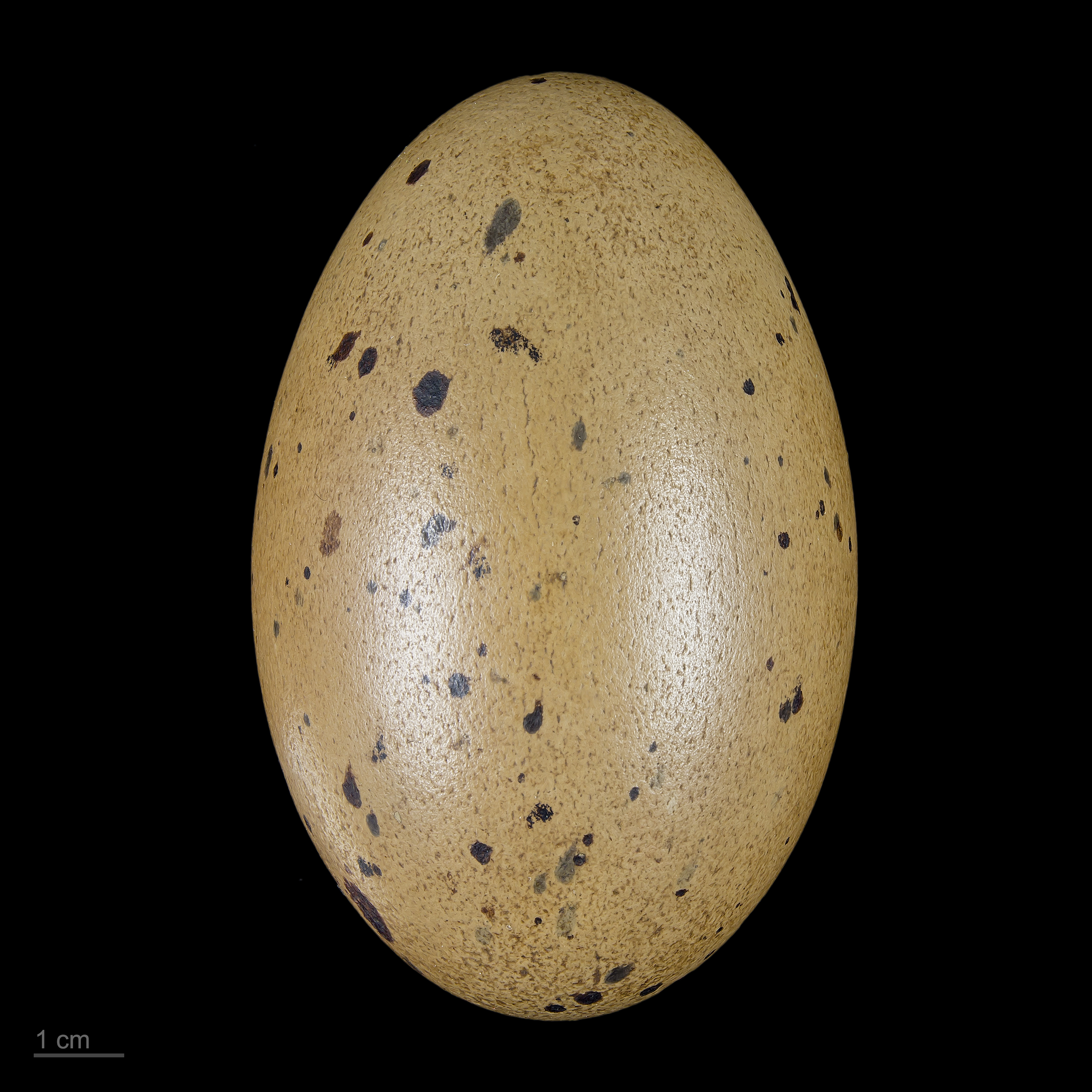
Gavia immer
- Gavia immer